# Witold Aulich

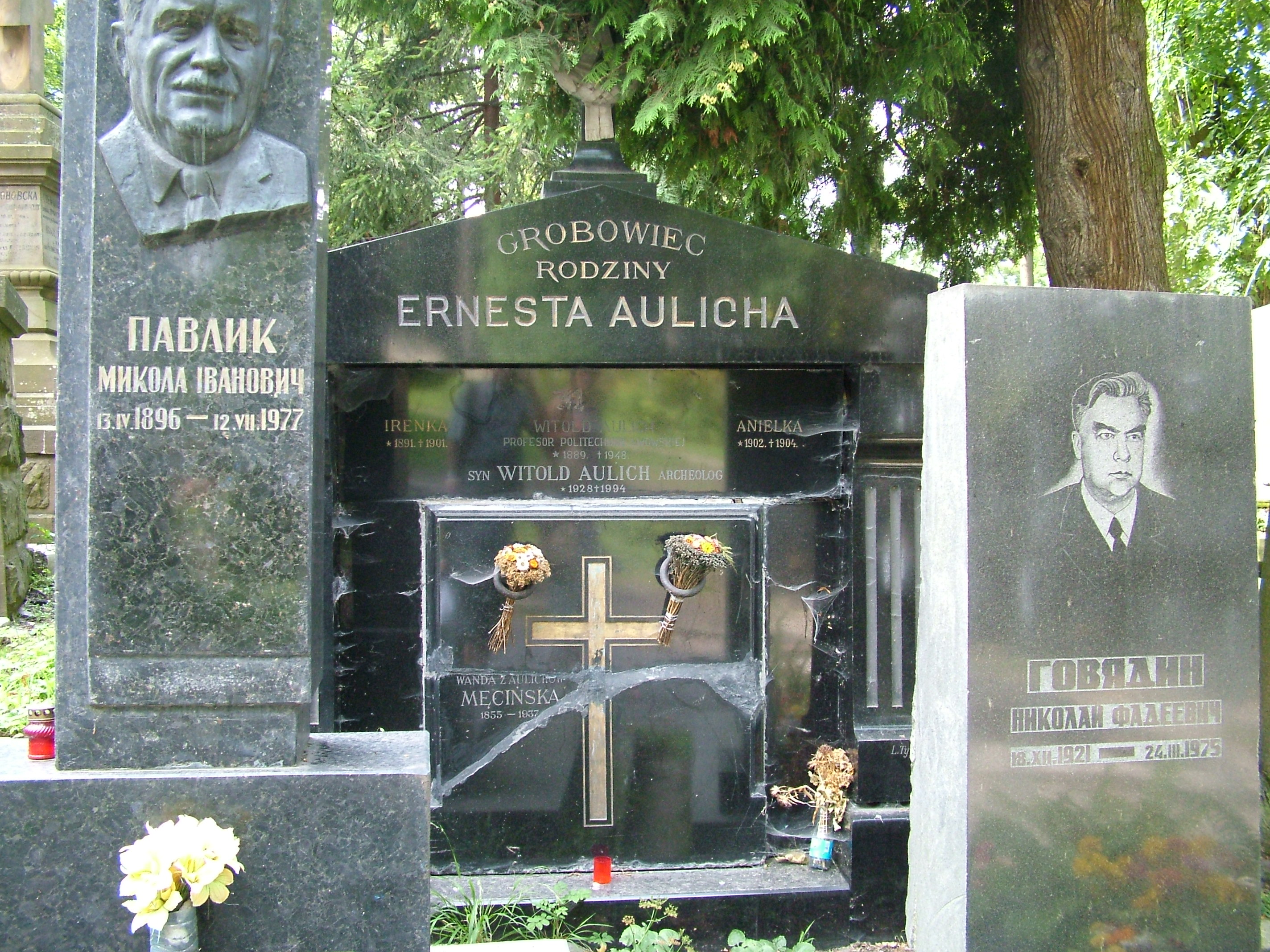
Grobowiec Aulichów na cmentarzu Łyczakowskim

Witold Aulich (ur. 11 lutego 1889 we Lwowie, zm. 3 sierpnia 1948 tamże) – polski inżynier mechanik, profesor Politechniki Lwowskiej, redaktor „Czasopisma Technicznego”.

## Życiorys
Naukę w zakresie szkoły powszechnej pobierał w domu rodzinnym w latach 1895-1900, po czym podjął naukę w gimnazjum klasycznym (1900-1907) najpierw w Złoczowie, następnie w Stryju. W latach 1907–1908 studiował na Wydziale Mechanicznym Politechniki Lwowskiej, kolejny rok studiów – w zakresie matematyki i fizyki – odbył na Uniwersytecie Lwowskim, po czym wrócił na Politechnikę Lwowską. Studia ukończył tamże (z odznaczeniem) w październiku 1912, uzyskując dyplom inżyniera mechanika. W 1913 wyjechał do Stanów Zjednoczonych. Zatrudnił się tam jako konstruktor w fabryce turbin wodnych S. Morgan Smith Co. w Nowym Jorku. Po roku wrócił do Lwowa, gdzie w 1915 obronił pracę doktorską. W 1927 podjął pracę naukową. Wykładał zasady teorii mechanizmów na Wydziale Mechanicznym i Chemicznym. W 1936 został mianowany profesorem nadzwyczajnym i kierownikiem katedry maszynoznawstwa. Był członkiem Polskiego Towarzystwa Politechnicznego we Lwowie i od 1935 do 10 kwietnia 1937 redaktorem naczelnym Czasopisma Technicznego. W okresie radzieckiej okupacji Lwowa w grudniu 1940 roku kandydował do rejonowej rady delegatów pracujących. Po 1945 i wypędzeniu Polaków ze Lwowa pozostał w rodzinnym mieście.
Pochowany w rodzinnym grobowcu na cmentarzu Łyczakowskim.
Jego synem był Witold Aulich (1928–1994) – ukraiński naukowiec i archeolog polskiego pochodzenia.

## Publikacje
1. Logarytmiczny suwak rachunkowy i jego sposób użycia, Wydawnictwo Biblioteki Politechnicznej, Lwów 1911.
2. O pewnym sposobie wykreślnym użytecznym przy konstrukcji łopatek turbin promieniowych, Czasopismo Techniczne, Lwów 1913.[6]
3. Studia nad kierownicą Finka praca doktorska, Lwów 1913, nie drukowana z powodu trudności okresu wojennego.
4. Ewolucja form konstrukcyjnych w budowie turbin wodnych, Czasopismo Techniczne, Lwów 1919.
5. Podstawy racjonalnej normalizacji, Czasopismo Techniczne, Lwów 1924.[7]
6. Syntetyczne metody kalkulacji wstępnej w budowie maszyn i ich zależności od czynników konstrukcyjnych, Przegląd Techniczny nr 26, Warszawa 1929.[8]
7. O zależności kształtu maszyny od jej wielkości. Studium monograficzne, Czasopismo Techniczne, Lwów 1932.
8. Wpływ walcowego kształtu łopatek kierowniczych na wybór podstawowych założeń przy konstrukcji szybkobieżnych turbin Francisa, Czasopismo Techniczne, Lwów, 1933.
9. Nowe drogi teorii mechanizmów, Przegląd Techniczny nr 17, Warszawa 1933.[9]
10. Na pograniczu między chemią a budową maszyn, Czasopismo Techniczne nr 12, Lwów 1933.
11. Podstawy syntetycznej metody wstępnej kalkulacji, Czasopismo Techniczne, Lwów 1934.
12. Gospodarcze składniki ceny, Czasopismo Techniczne, Lwów 1935.
13. Uwagi w sprawie słownictwa technicznego, Czasopismo Techniczne, Lwów 1935.
14. How we teach engineering drawing, Journal of Engineering Drawing, May 1936.
15. Cywilizacja, stan inżynierski i szkoły politechniczne, Czasopismo Techniczne, Lwów 1938.
16. Ścisłe metody rozważań w naukach gospodarczych, Czasopismo Techniczne, Lwów 1939
17. Krytyka doktryny pracy, Czasopismo Techniczne, Lwów 1939.